# Lana Needham
Lana Needham (28 de noviembre de 1966) es una deportista británica que compitió en tiro con arco, en la modalidad de arco recurvo. Está casada con el arquero Simon Needham.
Ganó una medalla de oro en el Campeonato Europeo de Tiro con Arco al Aire Libre de 2006, en la prueba de equipo.

## Palmarés internacional
| Campeonato Europeo al Aire Libre | Campeonato Europeo al Aire Libre | Campeonato Europeo al Aire Libre | Campeonato Europeo al Aire Libre |
| Año                              | Lugar                            | Medalla                          | Prueba                           |
| -------------------------------- | -------------------------------- | -------------------------------- | -------------------------------- |
| 2006                             | Atenas (Grecia)                  | Medalla de oro                   | Equipo                           |